# Lebensmittelkontrolleur
Lebensmittelkontrolleure sind die in der Bundesrepublik Deutschland mit der Überwachung von Lebensmitteln, Lebensmittel-Zusatzstoffen, Bedarfsgegenständen (mit Lebensmittel- und/oder Körperkontakt), Tabakwaren und kosmetischen Mitteln beauftragten und gemäß Lebensmittelkontrolleur-Verordnung befähigten Personen. Sie kümmern sich um die behördliche Lebensmittelüberwachung.
Heute gibt es in Deutschland rund 2.500 Lebensmittelkontrolleure. Als Mitarbeiter der Lebensmittelüberwachungs- und Veterinärämter der öffentlichen Verwaltung führen sie die Überwachung zum Schutz der Verbraucher vor gesundheitlichen Gefahren, Irreführung und Täuschung sowie Ekelerregung durch.
Den Lebensmittelkontrolleuren obliegt die Überprüfung der Einhaltung von Gesetzen und Hygienevorschriften in Betrieben der Urproduktion, Einzelhandels- sowie Industriebetrieben, Lebensmittel-Transportbetrieben und im Lebensmittel-Dienstleistungssektor. Hierzu gehören auch mobile oder ortsveränderliche Fahrzeuge und Stände, u. a. auf Märkten und Volksfesten.

## Kontrollen
Die vorab genannten Betriebe werden in folgenden Kontrollarten geprüft:
- Abnahmekontrollen
- Plankontrollen
- Schwerpunktkontrollen
- Nachkontrollen
- Verdachtskontrollen
- Beschwerdekontrollen

Die Kontrollen erfolgen in der Regel unangekündigt. Die Kontrollhäufigkeit ergibt sich aus einer vorgegebenen, der jeweiligen Betriebsart und -situation angepassten Risikobeurteilung von wöchentlich bis hin zu einem Mal in drei Jahren.

## Proben
Lebensmittelkontrolleure entnehmen Plan-, Verdachts-, Beschwerde- und Vergleichsproben der in das Überwachungsgebiet fallenden Produktgruppen (Lebensmittel tierischer und pflanzlicher Herkunft, Nahrungsergänzungsmittel, kosmetische Mittel, z. B. Haarfärbemittel Creme, Tätowierfarben, Bedarfsgegenstände, z. B. Lebensmittelkontaktgefäße, Bekleidung, Spielwaren, Tabakwaren). Zusätzlich werden situationsbedingt auch Tupfer- oder Abklatschproben entnommen.

## Aufgaben im Vollzug
- Auflagen mit Terminsetzung im Kontrollbericht (mildestes Mittel)
- Verwarnung ohne/mit Verwarngeld
- Kostenpflichtige Nachkontrollen
- Verfügung ggf. mit Zwangsgeldandrohung
- Ordnungswidrigkeitenverfahren (Bußgelder)
- Strafverfahren
- Sicherstellung
- (vorübergehende) Betriebsbeschränkung oder Betriebsschließung

In einigen Bundesländern sind Lebensmittelkontrolleure zusätzlich Ermittlungspersonen der Staatsanwaltschaften.

## Weitere Tätigkeiten
- Bearbeitung von Verbraucherbeschwerden
- Ermittlung im Rahmen von Erkrankungsgeschehen
- Beratung von Verbrauchern
- Beratung von Lebensmittelunternehmern und Gewerbetreibenden
- Schulung von Gewerbetreibenden und Angestellten
- Erstellen von Baustellungnahmen
- Auswertung der Proben-Befunde und Eruierung damit verbundener Fehler im Betrieb

## Qualifikation/Vorbildung
Um die Fortbildung zum Lebensmittelkontrolleur absolvieren zu können, ist eine der folgenden Grundqualifikationen erforderlich:

### Fortbildungsprüfung nach dem Berufsbildungsgesetz
| Fortbildungsprüfung nach dem Berufsbildungsgesetz (Erklärung s. Seite 2 unten): Ausgangsberuf                                                                         | mit Fortbildungsprüfung              | mit Fortbildungsprüfung             |
| Koch | Küchenmeister, Diätkoch              | Küchenmeister, Diätkoch             |
| Restaurantfachmann (ReFa) | Serviermeister                       | Serviermeister                      |
| Hotelfachmann (HoFa) | Hotelmeister                         | Hotelmeister                        |
| Diätassistent | Hauswirtschaftlicher Betriebsleiter  | Hauswirtschaftlicher Betriebsleiter |
| Ausgang Fachoberschulreife allgemein, dann 1 Jahr Berufsfachschule Ern. und Hauswirtschaft, dann 1 Jahr Betriebspraktikum, dann 2 Jahre Fachschule für Ökotrophologie | Ökotrophologe/in Diplomökotrophologe | 2 Jahre 3 Jahre                     |
| Brauer | Braumeister                          | Braumeister                         |
| Fachmann für Systemgastronomie | siehe Techniker                      | siehe Techniker                     |
| Fachkraft für Lebensmitteltechnik, Süßwarentechnik, Fruchtsafttechnik u. a.                                                                                           | siehe Techniker                      | siehe Techniker                     |

### Fortbildungsprüfung nach der Handwerksordnung
| Ausgangsberuf    | mit Fortbildungsprüfung |
| Fleischer        | Fleischermeister        |
| Bäcker           | Bäckermeister           |
| Konditor         | Konditormeister         |
| Hauswirtschafter | Hauswirtschaftsmeister  |
| Molkereifachmann | Molkereimeister         |

### Techniker mit staatlicher Prüfung
| Ausgangsberuf | Zusatz                    | Endberuf                                                            |
| Fachmann für Systemgastronomie                                                                                     | Hotelfachschule           | Betriebsleiter Fachrichtung Hotel und Gaststätten (staatl. geprüft) |
| Fachkraft für Lebensmitteltechnik, Süßwarentechnik, Fruchtsafttechnik u. a.                                        | Meisterausbildung bei IHK | Industriemeister für u. a. Süßwaren und Lebensmitteltechnik         |
| Berufe mit Ernährungsphysiologischer Fachrichtung: u. a. Süßwaren-, Brauerei-, Molkerei-, Fleisch-, Fischtechniker |                           |                                                                     |
| Hauswirtschaftlicher Betriebsleiter Techniker Hauswirtschaft und Ernährung                                         |                           |                                                                     |
| Betriebswirte für Hotel- und Gaststättenwesen                                                                      |                           |                                                                     |

### Polizeivollzugsdienst
entsprechende Laufbahnorientierung

#### Bewerber aus dem Dienst der allgemeinen Verwaltung
mindestens drei Jahre in der Lebensmittelüberwachung

#### Fachhochschule
| Berufe mit Diplomabschluss (Diplom in lebensmitteltechnischen Berufen) u. a. |
| Lebensmitteltechniker                                                        |
| Ökotrophologen                                                               |
| Molkereitechniker                                                            |
| Fleischtechnologen                                                           |
| Müllereitechniker                                                            |

Verordnung über die fachlichen Anforderungen gemäß § 41 Abs. 2 des Lebensmittel- und Bedarfsgegenständegesetzes an die in der Überwachung tätigen Lebensmittelkontrolleure
Anforderungsnachweis gem. § 2 LKonV
Aufgrund der Formulierung, die sich aus den Vorschriften der LKonV ergeben, gibt es in der Praxis häufig Probleme hinsichtlich der Auslegung des Anforderungsnachweises des § 2 LKonV.
Für die Ausbildung zum Lebensmittelkontrolleur in der amtlichen Lebensmittelüberwachung kann eingestellt werden,
1. wer einen Berufsabschluss mit zusätzlicher Fortbildungsprüfung auf Grund des Berufsbildungsgesetzes, der Handwerksordnung oder als Techniker mit staatlicher Prüfung in einem Lebensmittelberuf besitzt.
2. Bedienstete des Polizeivollzugsdienstes;
3. Bewerber aus dem Dienst der allgemeinen Verwaltung, die jeweils mindestens drei Jahre in der amtlichen Lebensmittelüberwachung beschäftigt waren;
4. wer einen Fachhochschulabschluss mit Diplomprüfung in einem Studiengang besitzt, der Kenntnisse und Fähigkeiten auf dem Gebiet der Lebensmittel, Tabakerzeugnisse, kosmetische Mittel oder Bedarfsgegenstände vermittelt;

sind den Personen nach Nr. 1 gleichgestellt.

## Aus- und Fortbildung
Die Fortbildung dauert zwei Jahre und ist in einen theoretischen und einen praktischen Teil gegliedert.
Die theoretische Ausbildung (6 Monate zu meist 3 Blöcken) erfolgt in einer externen Einrichtung.
Derzeit gibt es 5 Ausbildungsstandorte in Deutschland:
- Akademie für Öffentliches Gesundheitswesen in Düsseldorf, Kanzlerstr. 4, 40472 Düsseldorf (Die Akademie Düsseldorf hat eine Zweigniederlassung in Berlin)
- Berufsakademie Sachsen Staatliche Studienakademie Plauen, Melanchthonstr. 1/3, 08523 Plauen
- Landesakademie Baden-Württemberg für Veterinär- und Lebensmittelwesen, Rosenbergstraße 17, 70176 Stuttgart
- Bayerisches Landesamt für Gesundheit und Lebensmittelsicherheit (LGL) Veterinärstraße 2, 85764 Oberschleißheim

Der praktische Teil der Ausbildung erfolgt in den Veterinär- und Lebensmittelüberwachungsämtern sowie den jeweiligen Landesuntersuchungseinrichtungen.

### Inhalte der Fortbildung zum Lebensmittelkontrolleur
1. Allgemeine Rechtskunde, Allgemeines Verwaltungsrecht, Grundzüge des Gemeinschaftsrechts, Verwaltungstechnik einschließlich der automatisierten Datenverarbeitung und Kommunikationstechnik
2. Straf-, Strafprozess- und Ordnungswidrigkeitenrecht, Recht der öffentlichen Sicherheit und Ordnung
3. Recht des Verkehrs mit Lebensmitteln, Erzeugnissen im Sinne von § 2 Nummer 1 des Tabakerzeugnisgesetzes, kosmetischen Mitteln und Bedarfsgegenständen einschließlich Weinrecht
4. Gewerbe-, Handelsklassen-, Preis- und Eichrecht
5. Warenkunde einschließlich der Technologie und des Umgangs mit Lebensmitteln, Sensorik
6. Warenkunde einschließlich der Technologie und des Umgangs mit Erzeugnissen im Sinne von § 2 Nummer 1 des Tabakerzeugnisgesetzes, kosmetischen Mitteln und Bedarfsgegenständen
7. Lebensmittel- und Betriebshygiene
8. Umwelthygiene einschließlich Abfallbeseitigung
9. Ernährungslehre einschließlich ihrer biologischen Grundlagen
10. Mikrobiologie und Parasitologie, Verhütung und Bekämpfung übertragbarer Krankheiten, Desinfektion, Sterilisation und Schädlingsbekämpfung
11. Betriebliche Eigenkontrollsysteme
12. Einführung in die psychologischen Grundlagen der Überwachungstätigkeit, insbesondere in Kommunikations- und Konfliktlösungstechniken